# Жердь

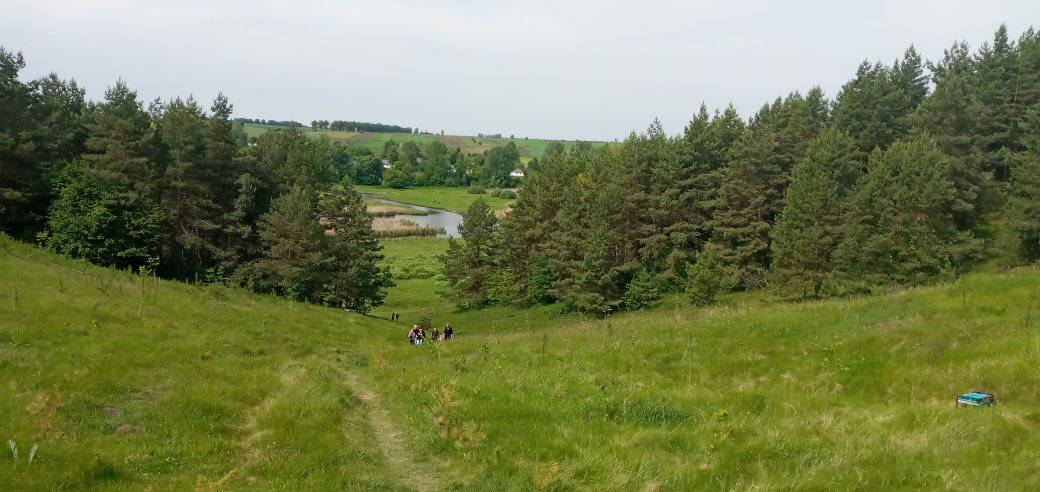
Річка Жердь біля с. Молотків

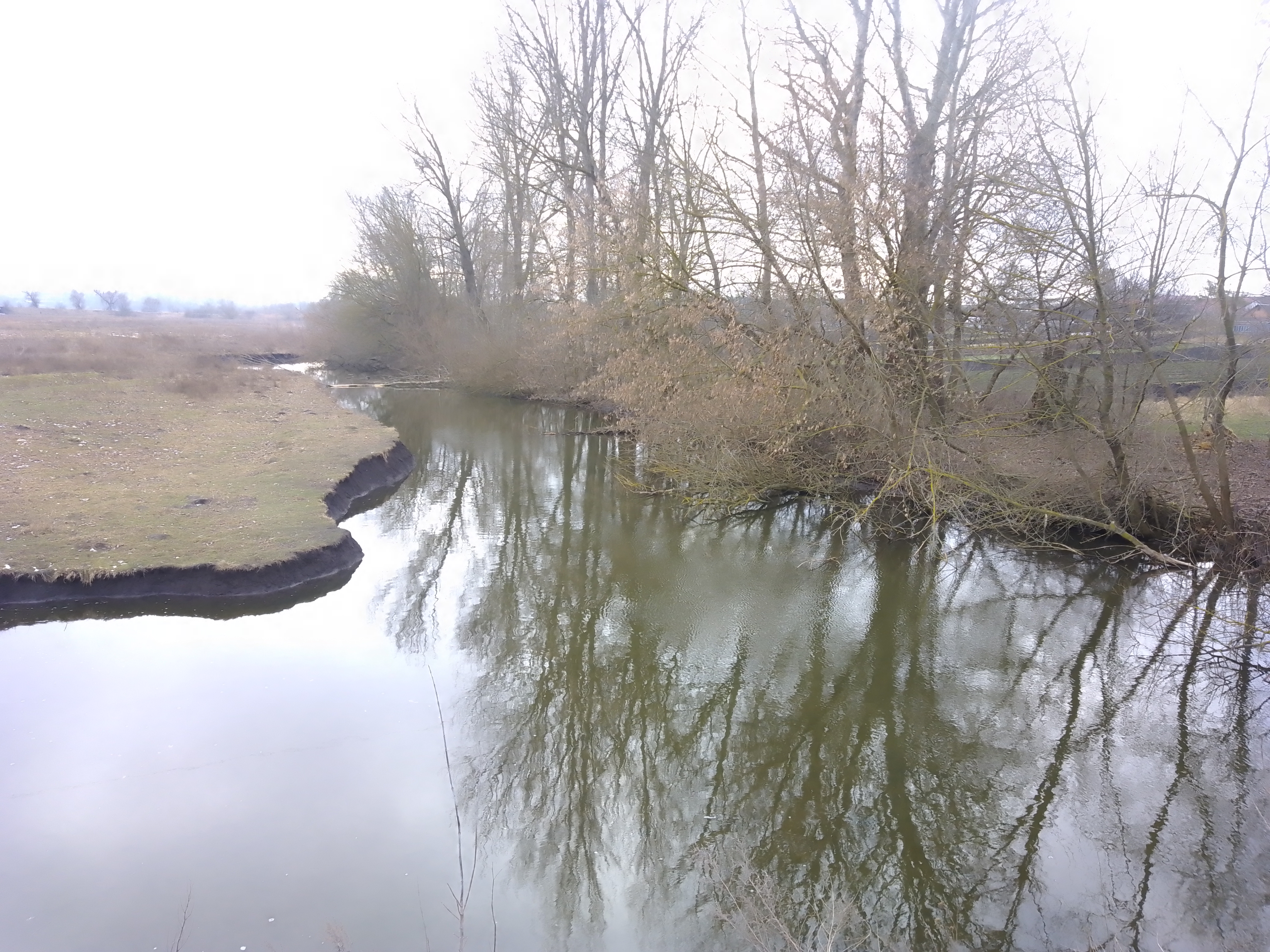
Річка Жердь біля с. Осники

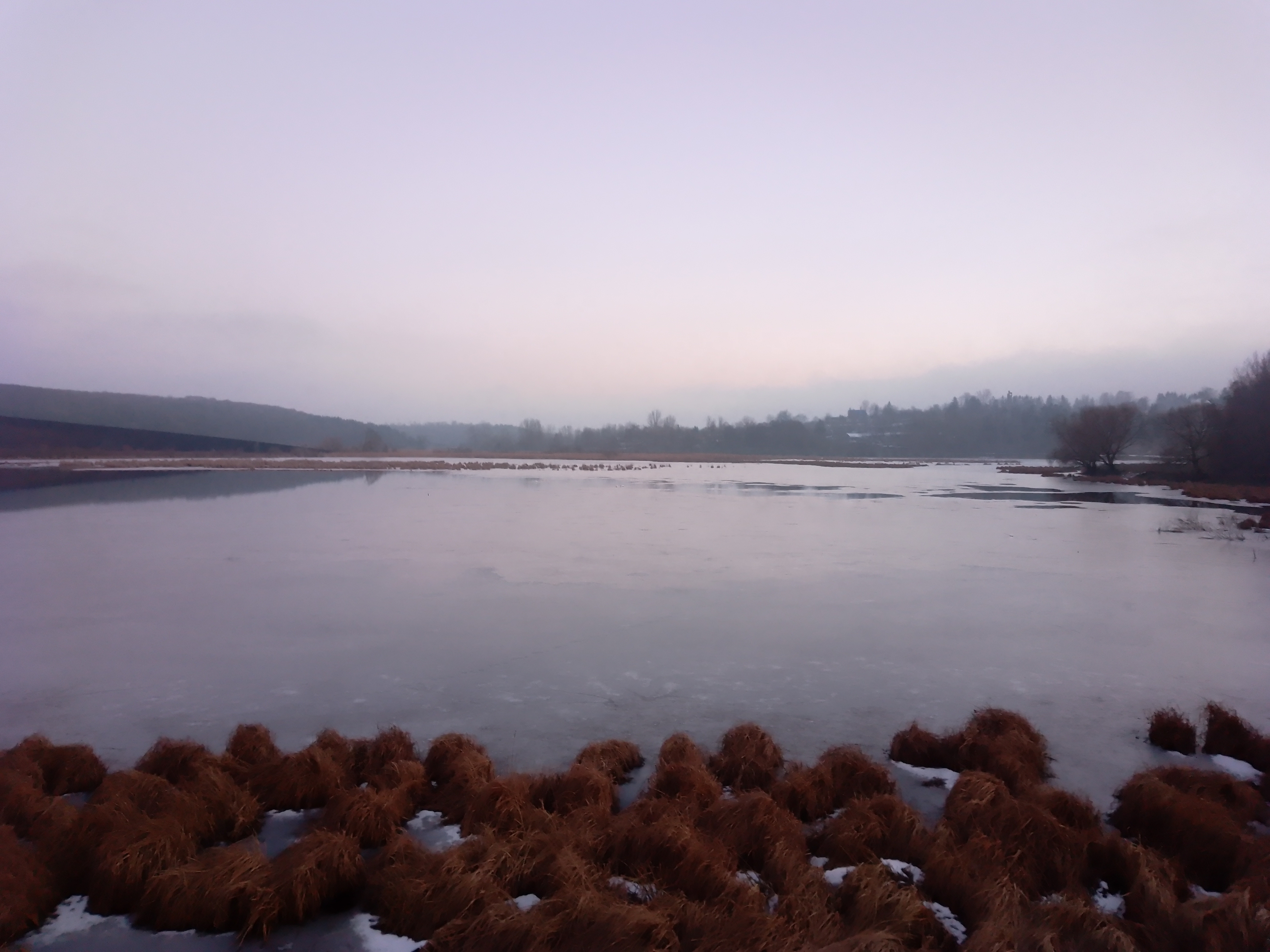
Жердь біля с. Молотків

Жердь (Жердя) — річка в Україні, у Шепетівському та Хмельницькому районах Хмельницької області та Кременецькому районі Тернопільської області. Права притока річки Жирак (басейн Прип'яті).

## Опис
Довжина 41 км, площа басейну 139 км². Долина річки трапецієподібна, неглибока, завширшки до 2,5 км, завглибшки до 30 м; схили пологі, розорані. Заплава двобічна, завширшки 150—200 м і більше, подекуди заболочена. Річище звивисте, завширшки пересічно 5 м. Похил річки 1,7 м/км. Живлення мішане. Замерзає в грудні, скресає наприкінці березня. На річці споруджено ряд ставків. Воду використовують для господарських потреб.

## Розташування
Жердь витікає біля села Гальчинці на Авратинській височині. Тече переважно на північний захід. Впадає до Жирака в межах міста Ланівці.

## Цікавий факт
- У верхній течії між селами Гальчинці, Шибена, Гаврилівка і Колісець річка кілька разів змінює свій напрямок, утворюючи величезний зиґзаґ у формі літери «Z».